# Liste der Kulturdenkmäler in Deudesfeld
In der Liste der Kulturdenkmäler in Deudesfeld sind alle Kulturdenkmäler der rheinland-pfälzischen Ortsgemeinde Deudesfeld einschließlich des Ortsteils Desserath aufgeführt. Grundlage ist die Denkmalliste des Landes Rheinland-Pfalz (Stand: 17. Juli 2023).

## Einzeldenkmäler
| Bezeichnung                                | Lage                                                       | Baujahr                            | Beschreibung | Bild                           |
| ------------------------------------------ | ---------------------------------------------------------- | ---------------------------------- | --- | ------------------------------ |
| Wegekreuz                                  | Deudesfeld, Birkenstraße, Ecke Hauptstraße Lage            | 1650                               | Schaftkreuz, Sandstein, bezeichnet 1650                                                                               | Fotos hochladen                |
| Heiligenhäuschen                           | Deudesfeld, Hauptstraße, bei Nr. 1 Lage                    |                                    | Heiligenhäuschen, Sandstein                                                                                           | BW                             |
| Katholische Pfarrkirche St. Simon und Juda | Deudesfeld, Hauptstraße 14 Lage                            | 1880                               | neugotischer Saalbau, 1880                                                                                            | weitere Bilder Fotos hochladen |
| Hofanlage                                  | Deudesfeld, Hauptstraße 29 Lage                            | 1914                               | Streckhof, bezeichnet 1914                                                                                            | Fotos hochladen                |
| Quereinhaus                                | Deudesfeld, Manderscheider Straße 2 Lage                   | 1880                               | Quereinhaus, angeblich von 1880                                                                                       | BW                             |
| Wegekreuz                                  | Deudesfeld, Meisburger Straße, Ecke Gartenstraße Lage      |                                    | Wegekreuz, ehemaliger Altaraufsatz (?)                                                                                | BW                             |
| Wegekreuz                                  | Deudesfeld, Waldweg, gegenüber dem Friedhof Lage           | 18. oder frühes 19. Jahrhundert    | Schaftkreuz, Sandstein, 18. oder frühes 19. Jahrhundert                                                               | BW                             |
| Mausemühle                                 | Deudesfeld, nordwestlich des Ortes an der Salm Lage        | vor 1722                           | Streckhof, 1722 erstmals erwähnt; fünfachsiges Wohnhaus, Stallscheunen; Mühlentechnik 1951 erneuert, 1961 stillgelegt | BW                             |
| Quereinhaus                                | Desserath, Oberkailerweg 3 Lage                            | 1901                               | Quereinhaus, angeblich von 1901                                                                                       | BW                             |
| Wegekreuz                                  | Desserath, nördlich des Ortes an einem Wirtschaftsweg Lage |                                    | Wegekreuz | BW                             |
| Turnermühle                                | Desserath, südlich des Ortes an der Salm Lage              | zweite Hälfte des 19. Jahrhunderts | siebenachsiges Wohnhaus, wohl aus der zweiten Hälfte des 19. Jahrhunderts, Stallscheune                               | BW                             |